# EC Viana
EC Viana is een Braziliaanse voetbalclub uit Viana in de staat Maranhão. 

## Geschiedenis
De club werd opgericht in 1995. In 1998 speelden ze voor het eerst in de hoogste klasse van het Campeonato Maranhense en kon zich twee keer voor de tweede ronde plaatsen. Hierdoor mochten ze dat jaar deelnemen aan de Série C, waar ze tweede eindigden in de eerste groepsfase achter Moto Club. In de tweede ronde verloren ze na strafschoppen van Potiguar de Mossoró. Na een rustig 1999 begon de club slecht aan de competitie in 2000 maar deed het wel beter in het tweede en derde toernooi en miste op een haar na de finale om de titel. Ook in 2001 miste de club net de finale. In 2003 werden ze in de kwartfinale om de titel verslagen door Sampaio Corrêa en plaatste zich wel voor de Série C van dat jaar. De club plaatste zich voor de tweede ronde, waar Sampaio Corrêa uitgeschakeld werd. In de derde ronde werden ze zelf gewipt door Imperatriz. In 2004 kon de club een degradatie maar net vermijden, maar trok zich evenzeer terug uit de competitie voor 2005. 
In 2009 ging de club terug in de tweede klasse spelen en promoveerde dat jaar. Bij de terugkeer in de hoogste klasse werd de club laatste en degradeerde. Na één seizoen promoveerde Viana opnieuw en eindigde dan meteen op een vierde plaats. Hierna trok de club zich opnieuw terug uit de competitie.